# Grimmia milleri
Grimmia milleri là một loài Rêu trong họ Grimmiaceae. Loài này được Hastings & Greven mô tả khoa học đầu tiên năm 2007.